# 505 Montgomery
Le 505 Mongtgomery est un gratte-ciel de 100 mètres de hauteur (hauteur du toit) construit à dans le centre des affaires de San Francisco en Californie aux États-Unis en 1988.
Il abrite des bureaux sur 24 étages.
La base de l'immeuble est de style Art deco.
La flèche de l'immeuble fait environ 20 mètres.
Les façades sont en granit gris poli.
L'immeuble a été vendu pour 95 millions de $ en 1999.
L'architecte est l'agence Skidmore, Owings and Merrill spécialisée dans la conception de gratte-ciel.